# Дмитар Звонимир
Дмитар Звонимир (Дмитрий Звонимир; хорв. Dmitar Zvonimir; умер 20 апреля 1089) — король Хорватии из династии Трпимировичей, правивший в 1076—1089 годах. Во время его правления хорватское королевство находилось в зените своего могущества, после его смерти начался быстрый упадок.

## Биография
Дмитар Звонимир был представителем старшей ветви Трпимировичей, Светославичей. Король Светослав Суронья был отстранён от власти в 1000 году братьями Гоиславом и Крешимиром, и с того времени Хорватией правили наследники последнего, Крешимировичи. Светославичи с 1027 года установили свою власть над Славонией. Дмитар Звонимир стал баном Славонии в середине 1070-х годов. Король Петар Крешимир IV в обмен на реинтеграцию Славонии в Хорватское королевство сделал Звонимира своим советником, баном Хорватии и своим фактическим наследником (у Петра Крешимира не было сыновей).
В 1075 году норманны вторглись в Хорватию и осадили Раб. В этот же период умер король Петар Крешимир, по некоторым источникам, в норманнском плену. После смерти короля в стране вспыхнула междоусобица: часть хорватской знати, настроенная против Звонимира, избрала королём бана Славаца.
Эти выборы против воли папы римского и пожеланий богатых далматинских городов привели к тому, что против Славаца были призваны норманнские силы. Согласно сообщению старой хорватской хроники, Славац был разбит на Рабе и брошен в тюрьму. Современные исследователи считают, что в этом сообщении идёт речь о поражении на Рабе Петара Крешимира, а Славац упомянут ошибочно. Славац упомянут как король всего в нескольких документах и фактически не правил. Период междуцарствия 1074—1075 годов завершился утверждением на троне Дмитара Звонимира при поддержке папы Григория VII. Звонимир был коронован в Салоне 8 октября 1076 года посланцем папы, при этом использовались специально созданная корона.
Звонимир продолжил успешную внутреннюю и внешнюю политику своего предшественника Петара Крешимира. Внутренние реформы привели к экономическому подъёму, в частности, было полностью отменено рабство. Король сделал своей столицей город Книн, который получил прозвище «Звонимиров город». Знаменитая Башчанская плита, древнейший памятник хорватской глаголической письменности, содержит упоминание о короле Звонимире и создана вскоре после его смерти.
Во внешней политике Дмитар Звонимир продолжил курс на сближение с папским престолом и в то же время занял более враждебную позицию по отношению к Византии, чем Петар Крешимир IV. Звонимир установил союзнические отношения с недавним врагом, норманнами, и когда норманнский граф Роберт Гвискар в начале 1080-х годов вторгся в балканские провинции Византии, Дмитар Звонимир послал ему на помощь войско.
Дмитар Звонимир был женат на Елене, сестре короля Венгрии Ласло Святого и дочери Белы I. Через этот брак он породнился не только с правящим домом Венгрии, но также и с королевскими семьями Польши, Дании, Болгарии и Византии. В этом браке родилось двое детей: сын Радован, умерший раньше, чем сам Звонимир, и дочь Клавдия. В связи с отсутствием наследников у короля, хорватский трон перешёл после его смерти к последнему представителю династии Трпмировичей Степану II, внуку Степана I и племяннику Петара Крешимира IV.
Существует несколько версий смерти Дмитара Звонимира в 1089 году. Согласно некоторым источникам, он умер естественной смертью, однако в «Летописи попа Дуклянина» сообщается, что он был убит собственными солдатами из-за призыва к хорватам идти освобождать Гроб Господень; эта идея была непопулярна у знати и в армии. Более поздняя приписка к «Летописи попа Дуклянина» излагает легенду о проклятии, которое якобы произнёс умирающий король, предсказав, что хорваты потеряют своё государство и на много столетий окажутся под чужим правлением. «Повесть об убийстве Звонимира» в хорватской редакции Летописи попа Дуклянина могла основываться на устной традиции ещё великоморавского происхождения — это могла быть «Повесть о падении Великоморавского государства», которая носила антивенгерский характер уже в момент возникновения.